# Mariä Schmerzen (Mühlbach)

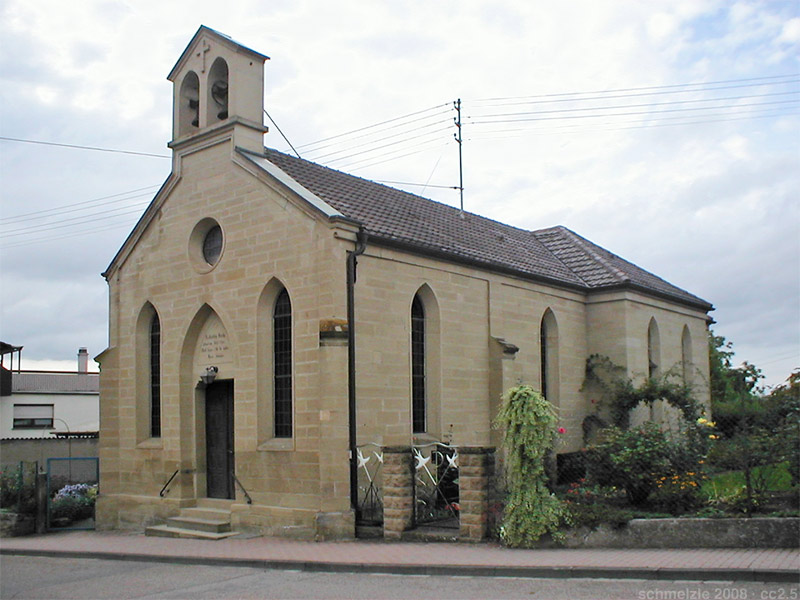
Kapelle Mariä Schmerzen

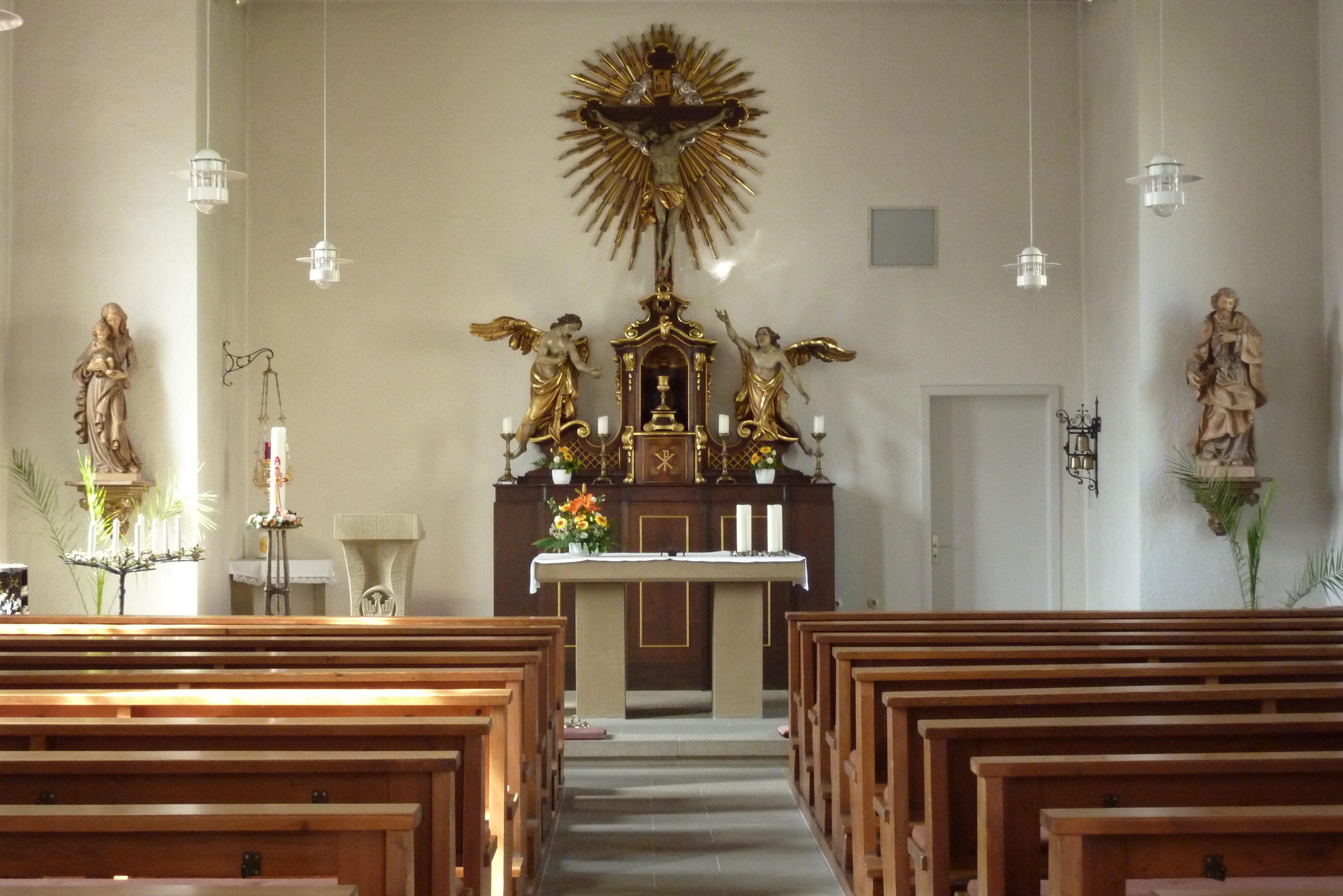
Innenraum mit Altar

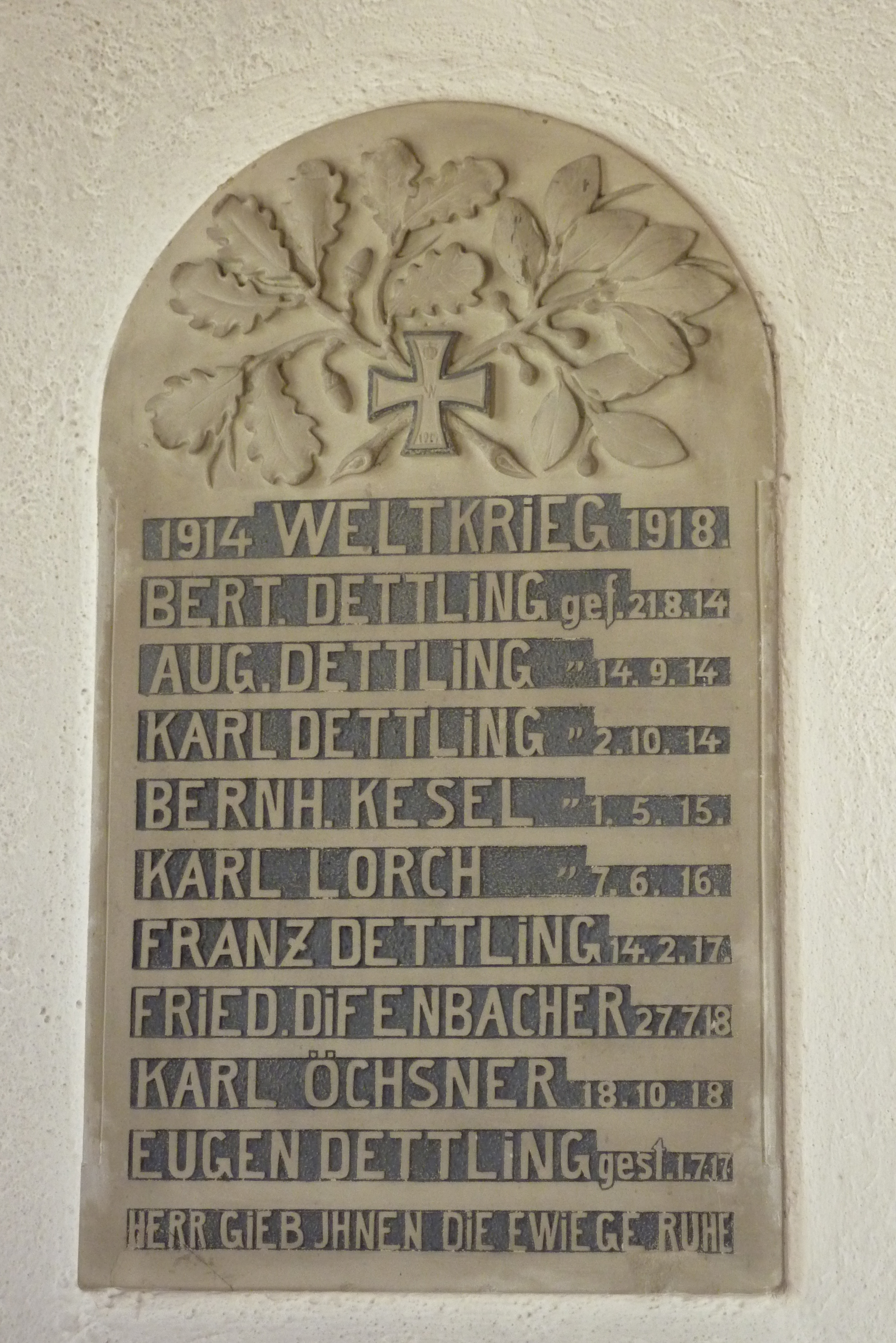
Kriegerdenkmal

Die Kapelle Mariä Schmerzen in Mühlbach, einem Stadtteil von Eppingen im Landkreis Heilbronn im nördlichen Baden-Württemberg, ist eine katholische Kapelle aus dem 19. Jahrhundert. Sie dient bis heute den Katholiken in Mühlbach zur Feier des Gottesdienstes.

## Geschichte
In Mühlbach befand sich einst eine Niederlassung des Wilhelmitenklosters Marienthal im Elsass, die jedoch im Zuge der Reformation 1543/46 aufgehoben wurde. Aus der einstigen Klosterkapelle ging die heutige evangelische Kirche hervor. Eine katholische Gemeinde wurde in Eppingen erst 1698 wiedergegründet. Die wenigen Katholiken in Mühlbach bildeten eine Filialgemeinde der Pfarrei in Eppingen und besuchten dort den Gottesdienst. 1701 und 1702 werden die ersten beiden katholischen Familien in Mühlbach erwähnt. 1768 siedelte der Maurer Jakob Dettling aus Salzstetten nach Mühlbach über und begründete dort eine weitere große katholische Familie. 1771 gab es 35 katholische Gläubige in Mühlbach. 1825 gab es unter 571 Einwohnern 66 Katholiken. Mit dem Aufschwung des Ortes im 19. Jahrhundert stieg auch die Zahl der Katholiken weiter an. Schließlich gaben die Schulvorstände Johann Dettling und Johannes Dettling die Anregung zum Bau einer eigenen Kapelle in Mühlbach, um den sie am 16. Januar 1862 das Erzbischöfliche Ordinariat in Freiburg ersuchten. In der Folgezeit fand eine vom Bezirksamt Eppingen genehmigte Hauskollekte zum Kirchenbau statt, weitere Finanzmittel kamen aus Kirchenkollekten in den Kapiteln St. Leon, Bruchsal und Waibstadt sowie aus einer Spende des Bonifatius-Vereins.
Die Kapelle Mariä Schmerzen wurde von der katholischen Filialgemeinde in Mühlbach, die der katholischen Pfarrei in Eppingen angehört, 1865 errichtet. Der einfache rechteckige Bau aus Mühlbacher Sandstein wurde am 19. Dezember 1865 von Pfarrverweser Josef Herderer eingeweiht. Das spitz zulaufende Portal wird von zwei schlanken Fenstern flankiert. Darüber befindet sich im Giebel ein Okulus und darüber auf dem Dachfirst ein offener Glockenturm. 1866 wurde eine Glocke von der Glockengießerei Rosenlaecher aus Konstanz geliefert.
Die Gemeinde wuchs bis zum Jahr 1900 auf 158 Gläubige an, danach ging die Gemeindegröße erst langsam, nach dem Ersten Weltkrieg infolge der Abwanderung wegen der Arbeitslosigkeit dann rasch zurück. Trotz der schwindenden Gemeindegröße wurde die Kapelle 1921 mit elektrischem Licht modernisiert und 1926/27 umfassend renoviert. Dabei erhielt die Kapelle auch einen neuen Altaraufbau von Georg Lang in Oberammergau. Die Gemeinde erwarb außerdem auf dem Heidelberger Kunstmarkt zwei kniende Engel, die seitdem das neue Altarkreuz flankieren. 
Auf eine Spende des Fabrikantenpaares Otto und Emma Merz aus Mössingen (Frau Merz stammte aus Mühlbach) konnte die Gemeinde 1939 das altersschwache Türmchen erneuern lassen und darin auch zwei bei der Glockengießerei Petit & Gebr. Edelbrock in Gescher gegossene neue Glocken aufhängen, die nach ihren Stiftern Otto und Emma genannt wurden. Die größere der beiden Glocken sowie die alte Marienglocke mussten 1942 zum Einschmelzen abgeliefert werden. Zur verbliebenen Emma-Glocke (g‘‘+6) wurde 1956 eine neue Otto-Glocke (e‘‘+1) hinzugefügt.
Während des Zweiten Weltkriegs wurde der katholische Pfarrer Emil Thoma 1941 verhaftet und ins KZ Dachau verschleppt, das ihn dermaßen zeichnete, dass er wenige Jahre nach der Befreiung verstarb. Seine Verhaftung erfolgte nach der Denunziation durch ein Gemeindemitglied, das gemeldet hatte, dass Thoma trotz eines obrigkeitlichen Verbots Polen zur Messe zugelassen hatte. Die Denunziation des aufrechten Pfarrers belastete das Gemeindeleben in den letzten Kriegsjahren schwer.
Da durch die zugezogenen Heimatvertriebenen die Anzahl der Katholiken in Mühlbach von 70 auf über 500 anstieg, wurde die Kapelle 1953 bis 1955 durch einen breiteren Chor und einen Sakristeianbau nach Westen zu erweitert. Ab 1948 hatte die Kirche auch erstmals einen eigenen Geistlichen, als der bereits in den Ruhestand getretene Dekan Theodor Pathy, ein Vertriebener aus dem Sudetenland, die Betreuung der Gemeinde bis zu seinem Tod 1960 übernahm.
Ein in Bronze gegossener Kreuzweg aus sechs Tafeln, ebenso von der Bildhauerin Gisela Bär geschaffen wie der Ambo, ziert seit 1984 die Kapelle. 1989 erhielt die Kapelle eine erste Orgel von Hofbauer, die ein einfacheres älteres Instrument ersetzte.